# Willy Rößler
Willy Rößler (* 3. Oktober 1884 in Halle (Saale); † 21. Oktober 1959 in Bad Soden am Taunus) war ein deutscher Gewerkschaftsfunktionär und Widerstandskämpfer gegen das NS-Regime.

## Leben
Willy Rößler war Sohn eines Droschkenkutschers. Er wuchs in einer armen Familie im nördlichen Teil von Halle auf. Später verzog die Familie in das Dorf Giebichenstein, wo er acht Jahre die Volksschule besuchte. Nach seinem Schulabschluss absolvierte Rößler eine vierjährige Lehre als Former. 1902 wurde Rößler Mitglied des Deutschen Metallarbeiterverbandes (DMV). 1903 trat er in die SPD ein, für die er bald darauf Funktionen übernahm. Nach dem Ende seiner Ausbildung begab sich Rößler auf Wanderschaft und war in verschiedenen Metallbetrieben in Deutschland und in Lettland tätig.
1910 kehrte Rößler von seiner Wanderschaft nach Halle zurück. Von 1911 bis 1913 war er Bevollmächtigter des DMV in Aschersleben. Ab Mitte 1916 war Willy Rößler mehrfach als Soldat an der Front im Ersten Weltkrieg eingesetzt. 1917 trat er zur USPD über, in der sich die Kriegsgegner sammelten. Im Zuge der Novemberrevolution wurde Rößler im Dezember 1918 zum besoldeten Geschäftsführer (später Bevollmächtigter) der Bezirksverwaltung Halle des DMV gewählt. 1921 stieg er überdies zum Leiter des gesamten DMV-Bezirks Halle auf. Damit stand er bis zur Zerschlagung der Gewerkschaften am 2. Mai 1933 an der Spitze eines vergleichsweise großen Verbandsbezirkes. Im Herbst 1922 schloss er sich wieder der SPD an. Im Jahr 1931 trat er in die Republikschutzorganisation Reichsbanner Schwarz-Rot-Gold ein.
Im Zuge der Machtergreifung der Nationalsozialisten wurde Rößler am 2. Mai 1933 anlässlich der Zerschlagung der freigewerkschaftlichen Organisationen von seinen Aufgaben als DMV-Bezirksleiter entbunden. Rößler bezog zunächst Erwerbslosenunterstützung. Er zog nach Leipzig, wo einige enge politische Freunde und Bekannte von ihm lebten. Bereits ab Mitte 1933 engagierte sich Rößler im gewerkschaftlichen Widerstand gegen das NS-Regime. Gemeinsam mit Alwin Brandes, Richard Teichgräber, Max Urich und Heinrich Schliestedt gehörte Rößler zu den bedeutendsten gewerkschaftlichen Widerstandskämpfern, die ein vergleichsweise großes illegales Netzwerk aus Metallarbeitern in ganz Deutschland aufbauten. Mit Richard Teichgräber koordinierte Rößler die illegale Gewerkschaftsarbeit vorrangig auf dem Territorium des heutigen Sachsen-Anhalt und Sachsen.
Rößler übernahm eine Vertretertätigkeit, um seinen Lebensunterhalt zu finanzieren und um ein unverdächtiges Reisen zu seinen Kontaktleuten des illegalen DMV-Netzwerkes zu gewährleisten. Er hielt auch Kontakt ins Ausland und koordinierte den Schmuggel illegaler Zeitschriften ins Reichsgebiet. Am 4. Februar 1935 nahm die Gestapo Willy Rößler fest. In Leipzig verbrachte er mehrere Monate in Untersuchungshaft. Später wurde er in „Schutzhaft“ genommen. Am 13. September 1935 überstellten ihn die NS-Verfolger in das Konzentrationslager Sachsenburg. Ab 10. Februar 1936 befand er sich wieder in Untersuchungshaft. Diesmal kam er in das Chemnitzer Polizeigefängnis, wo er nach eigenen Angaben bei Verhören schwer misshandelt wurde. Aus Sicht der Gestapo galt Rößler als Kopf der illegalen Gewerkschaftsorganisation der Metallarbeiter in Mitteldeutschland. Im Anschluss brachte ihn die Gestapo zur Vorbereitung eines Strafprozesses in das Untersuchungsgefängnis Berlin-Moabit. Der Volksgerichtshof verurteilte ihn am 6. Oktober 1937 zu dreieinhalb Jahren Haftstrafe und Aberkennung der bürgerlichen Ehrenrechte für zwei Jahre. Die Haftzeit verbüßte er im Zuchthaus Zwickau. Nach Ende der regulären Haftzeit wurde Rößler erneut in „Schutzhaft“ genommen. Am 27. September 1938 überführte die Gestapo Rößler in das Konzentrationslager Buchenwald (Häftlingsnummer: 2829), wo er jahrelang schwere Häftlingsarbeit leisten musste. Am 2. Juli 1941 verlegten ihn die NS Verfolger in das Konzentrationslager Dachau (Häftlingsnummer: 26607). Dort wurde Rößler am 29. April 1945 von der US-Armee befreit.
Ab Juni 1945 lebte Rößler wieder in Halle. Er beteiligte sich aktiv an der Neugründung der Gewerkschaften in der Sowjetischen Besatzungszone (SBZ) im Rahmen des Freien Deutschen Gewerkschaftsbundes (FDGB). In diesem Zusammenhang führte er harte Auseinandersetzungen mit Kommunisten. Rößler übernahm die Funktion des SPD-Bezirksparteisekretärs in Halle. Trotz heftiger Konflikte und Repressalien blieb Rößler vorerst in der SED, in die er 1946 mit gewissem Idealismus eingetreten war. Bald darauf wurde er zum Arbeitsrichter für den Halle-Saale-Kreis ernannt. In diesem Zusammenhang versuchte er sich 1947/48 gegen die Einflussnahme der SED und der sowjetischen Besatzungsmacht zu wehren. Deshalb wurde er 1948 aus der SED ausgeschlossen. Er und seine Ehefrau Helene Rößler befürchteten, verhaftet zu werden.
Gemeinsam mit seiner Ehefrau flüchtete Rößler mit der Hilfe von Alwin Brandes über West-Berlin in die Gemeinde Rummenohl in der Nähe von Hagen. In Hagen wurde Willy Rößler hauptamtlicher Sekretär der IG-Metall-Bezirksleitung. Rößler war im Oktober 1949 Delegierter beim Gründungskongress des Deutschen Gewerkschaftsbundes (DGB). Bei einem Kuraufenthalt starb Rößler an einem Herzinfarkt.